# Maria Teresa Nuzzo

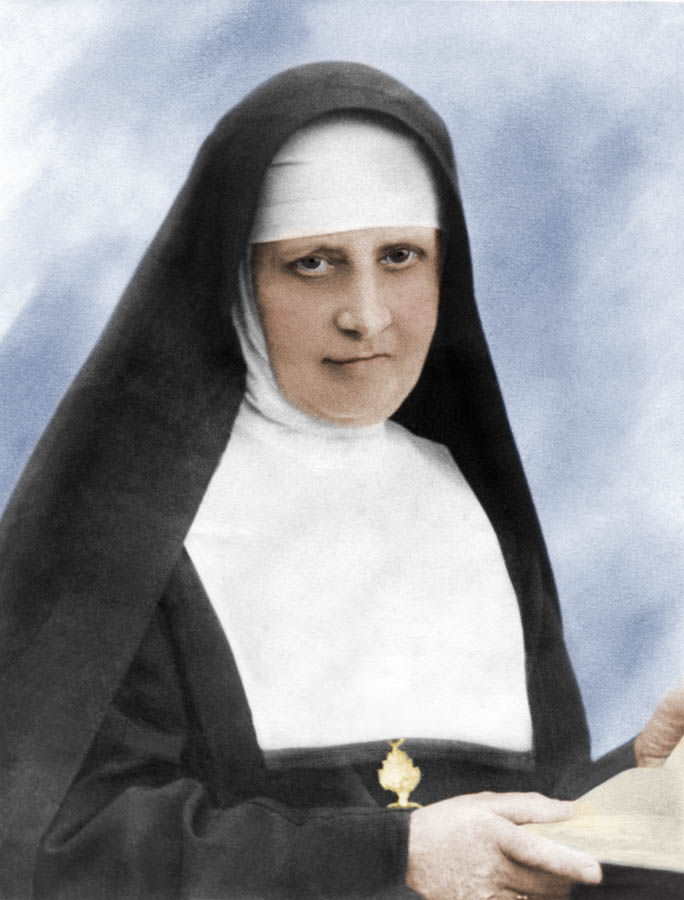
Maria Teresa Nuzzo

Maria Teresa Nuzzo (La Valletta, 11 maggio 1851 – Ħamrun, 17 aprile 1923) era una religiosa cattolica maltese, fondatrice della congregazione delle Figlie del Sacro Cuore.

## Biografia

### Gli inizi
Maria Teresa nacque in una famiglia profondamente cristiana, secondogenita di Paolo Nuzzo e Louisa Morrocchi. Suo fratello maggiore morì durante un'epidemia di colera, lasciando Maria Teresa come maggiore. Maria Teresa fu battezzata il giorno seguente la nascita nella parrocchia Collegiata di St. Paul, ricevendo la confermazione all'età di otto anni.
Nel periodo dei primi anni di Maria Teresa, l'istruzione non era obbligatoria a Malta. Pochi potevano permettersi di mandare i figli a scuola: la maggior parte dei bambini lavorava per sostenere economicamente le loro famiglie. Tuttavia, Maria Teresa ebbe la possibilità di avere un'istruzione. Talentuosa nel lavoro manuale e nella musica, sviluppò un interesse precoce verso i bambini e il loro benessere. Nel 1867, a sedici anni, Maria Teresa divenne responsabile di una scuola gestita da una sua zia, che era diventata cieca e che morì il 4 marzo 1867.
Anche se Maria Teresa cominciò a sentire il desiderio di abbracciare la vita religiosa, si sentiva responsabile per i suoi genitori - il padre settantenne era in difficoltà - e per la scuola che gestiva. All'età di 21 anni valutò la possibilità di prendere i voti privati di povertà, castità e obbedienza, come un laico.

### Voti privati
Maria Teresa consultò il suo direttore spirituale, mons. Pietro Pace che l'incoraggiò a prendere i voti per la festa di Santa Teresa d'Avila. Maria Teresa si sentiva ancora lacerata internamente: incline alla vita religiosa, era sicura che avrebbe finito con il lasciare la sua famiglia. Il 21 ottobre 1874, prese privatamente i voti nelle mani di mons. Pietro Pace. Due anni più tardi, quando aveva ne ancora solo 25, suo padre morì.
Maria Teresa ha continuato a sentirsi attratta dall'ingresso in convento, in special modo come monaca di clausura. Nel 1880, fu richiamata del suo direttore spirituale, che le disse apertamente: "Non sei adatta per il chiostro". Così la sua vita ha continuato a gravitare attorno alla scuola, alla cura pastorale catechistica e al dopo-scuola. Un anno dopo, nel 1881 anche sua madre morì.

### Le Figlie del Sacro Cuore
Maria Teresa cominciò a sperare di creare una congregazione religiosa le cui aderenti avrebbero seguito da vicino Cristo, dedicandosi al servizio caritatevole dell'istruzione e del lavoro sociale. Nonostante la mancanza di finanziamenti, Maria Teresa fiduciosa nella provvidenza di Dio, e dopo molti sacrifici, riusci a vedere realizzati i suoi sogni nel 1902.
Un cugino, Enrico Nuzzo, condivise lo stesso ideale di aiutare a educare i più sfortunati nella società, soprattutto le ragazze. Quest'ultimo, giunto alla mezz'età, decise d'impiegare il proprio denaro per realizzare i suoi ideali sociali. Quando i due si incontrarono, Enrico condivise con Maria Teresa il proprio sogno. Ha espresso il desiderio di accettare l'offerta e il suo desiderio di formare un Istituto Religioso. Questo è stato trasmesso l'Arcivescovo a cui Enrico aveva affidato il terreno con una casa per il progetto. L'arcivescovo conosceva bene Maria Teresa e fu felice di vedere le sue speranze e sogni attuati.
Nel 1902 l'edificio fu iniziato e nel 1903 Maria Teresa - ora cinquantaduenne - iniziò a vivere in quella casa con i primi membri della sua nuova fondazione. Così all'età di 52 anni, Maria Teresa riuscì a creare la congregazione che aveva sognato. La Congregazione delle Figlie del Sacro Cuore è stata fondata ufficialmente il 21 novembre 1903, il giorno celebrato da tutte le Figlie del Sacro Cuore.

## Oggi (Le Figlie del Sacro Cuore)
Oggi le Figlie del Sacro Cuore hanno case a Malta, India, Libia, Kenya, Tanzania, Filippine e Stati Uniti d'America.